# Maison des Cariatides
La maison des Cariatides est située au no 28, rue Chaudronnerie, à Dijon.
La maison est classée au titre des monuments historiques par arrêté du 13 juillet 1911.

## Historique

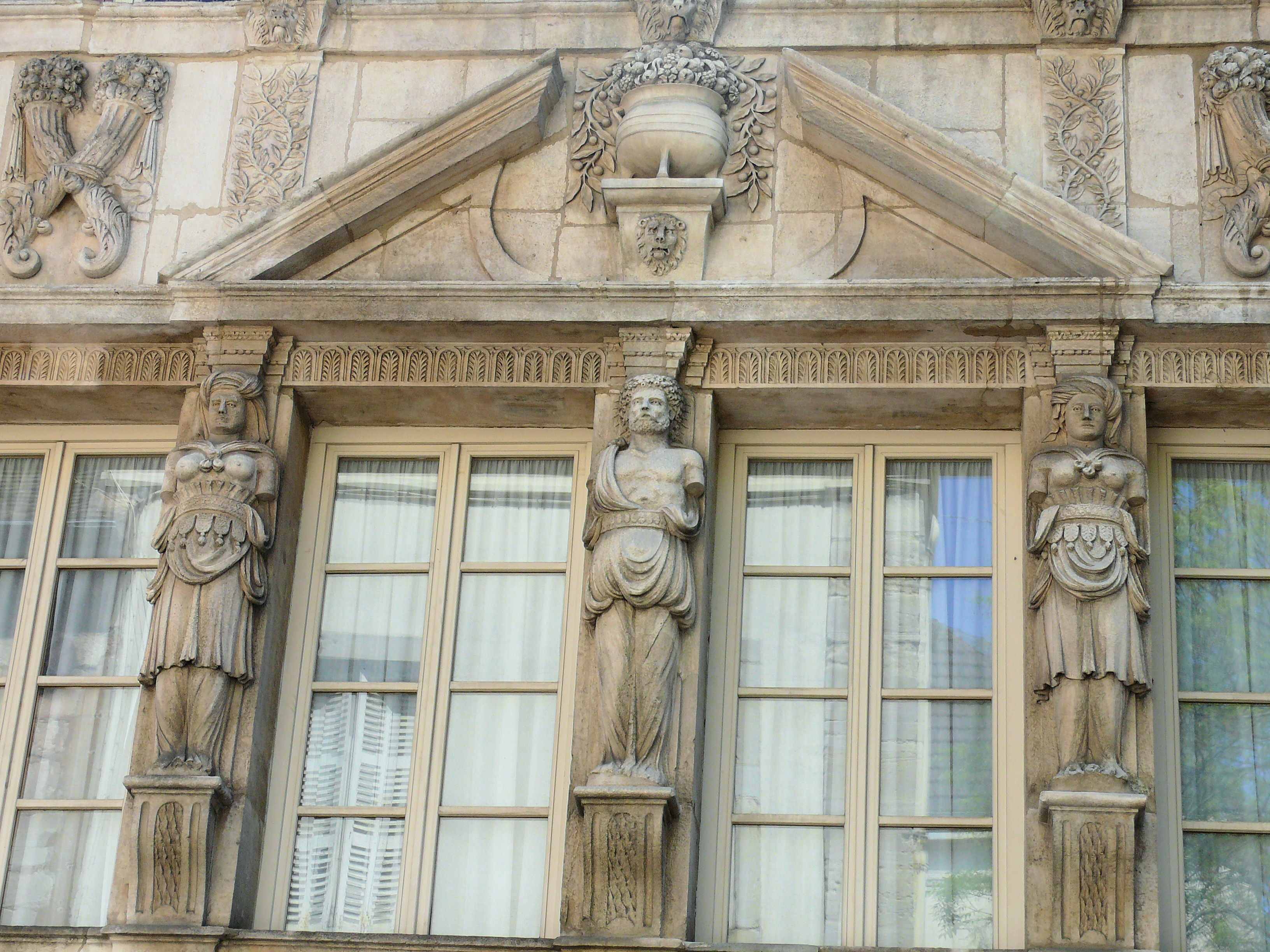
Détail de la façade, cariatides et le chaudron fleuri des Pouffier.

L'hôtel a été construit vers 1603 par l'architecte de la famille Pouffier, qui étaient de riches marchands chaudronniers au début du XVIIe siècle.
Hugues Sambin était mort depuis quelque temps mais son style est encore copié par son continuateur sur la façade décorée d'atlantes et de Cariatides et écussonnée du chaudron fleuri des propriétaires.

## Galerie de photographies

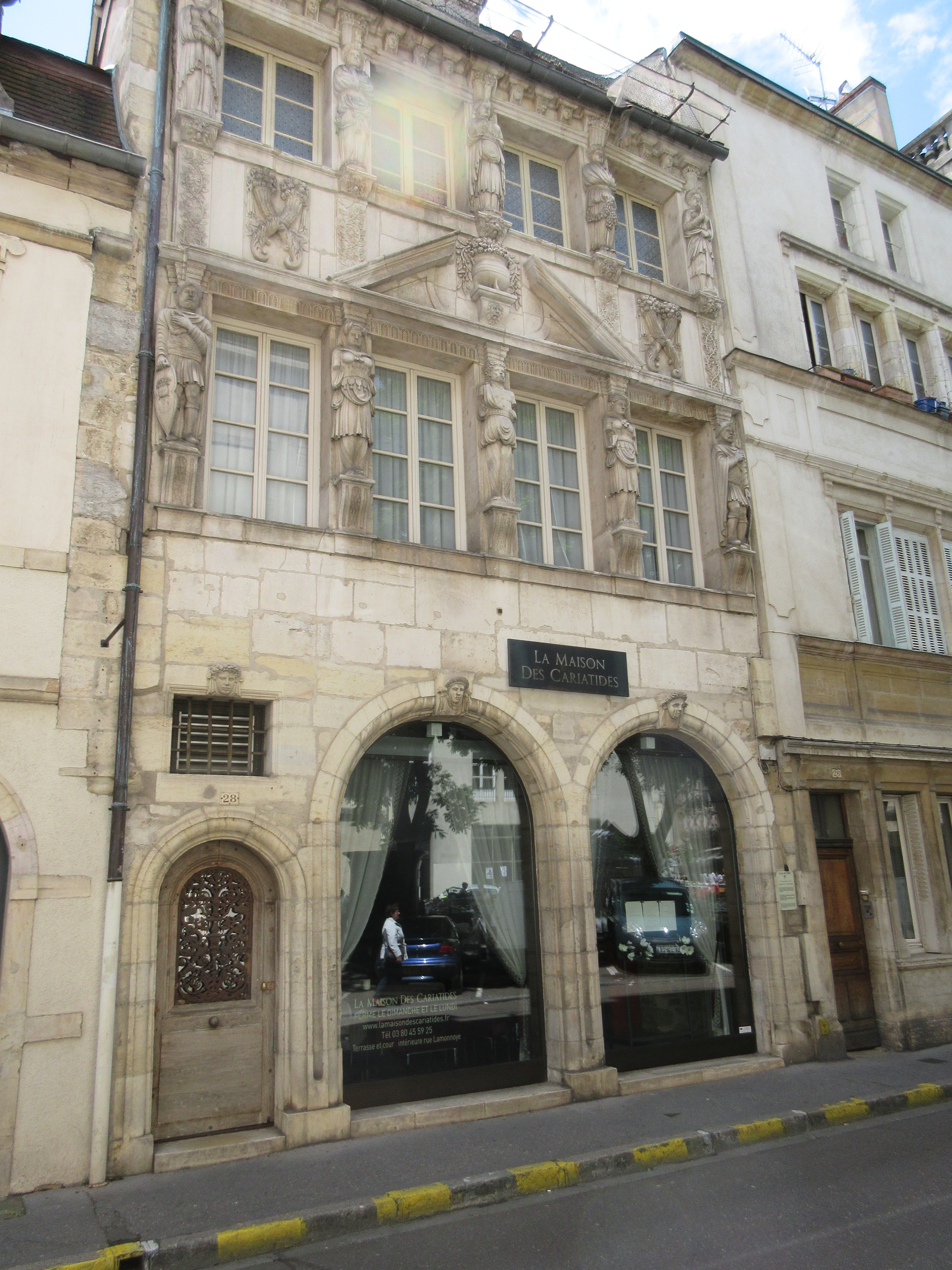
La maison des Cariatides.
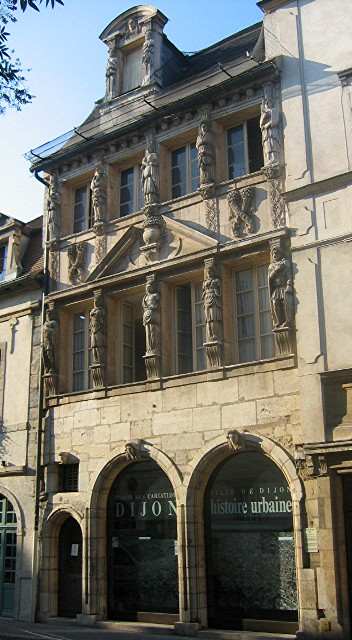
La maison des Cariatides.
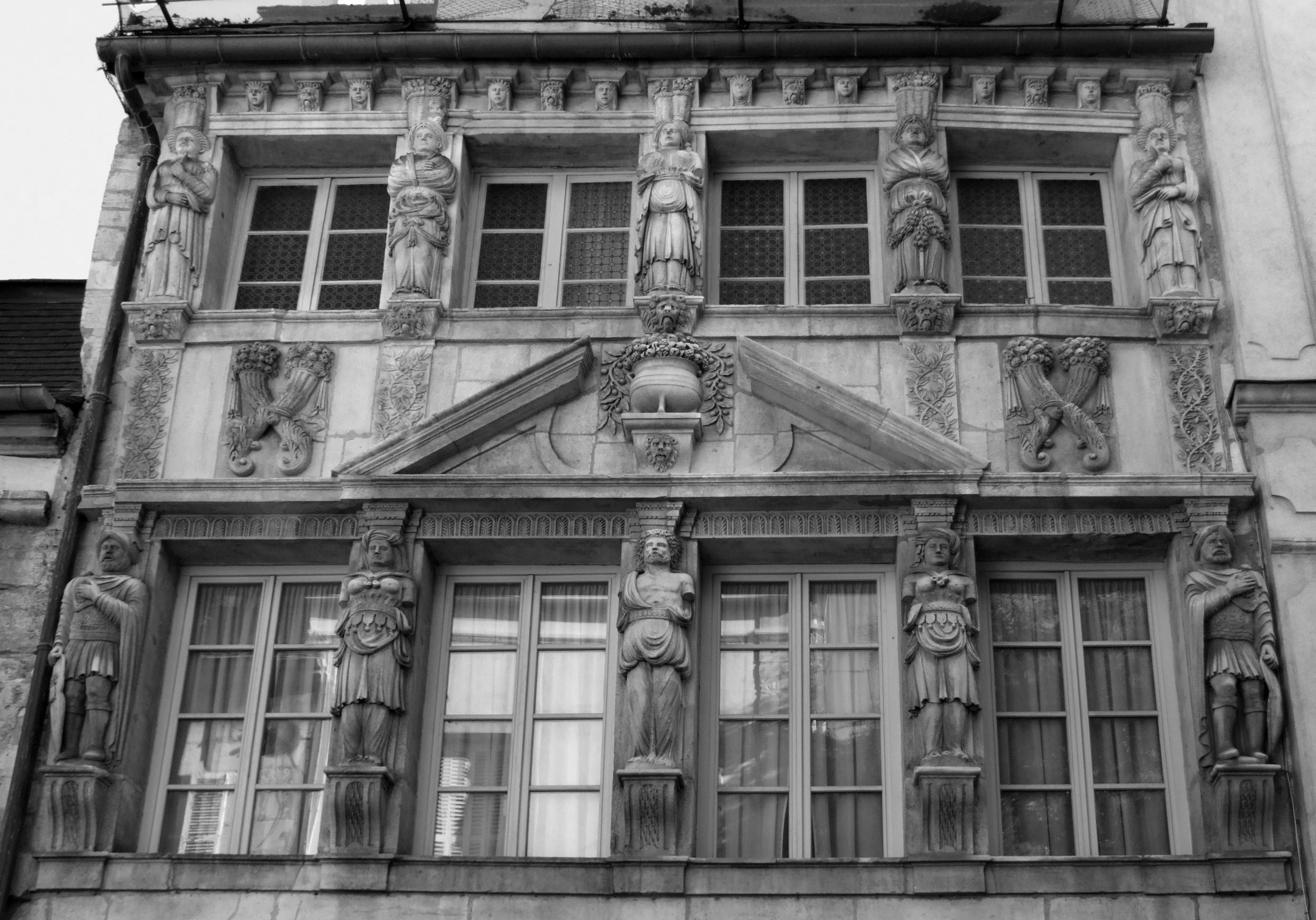
Détail.
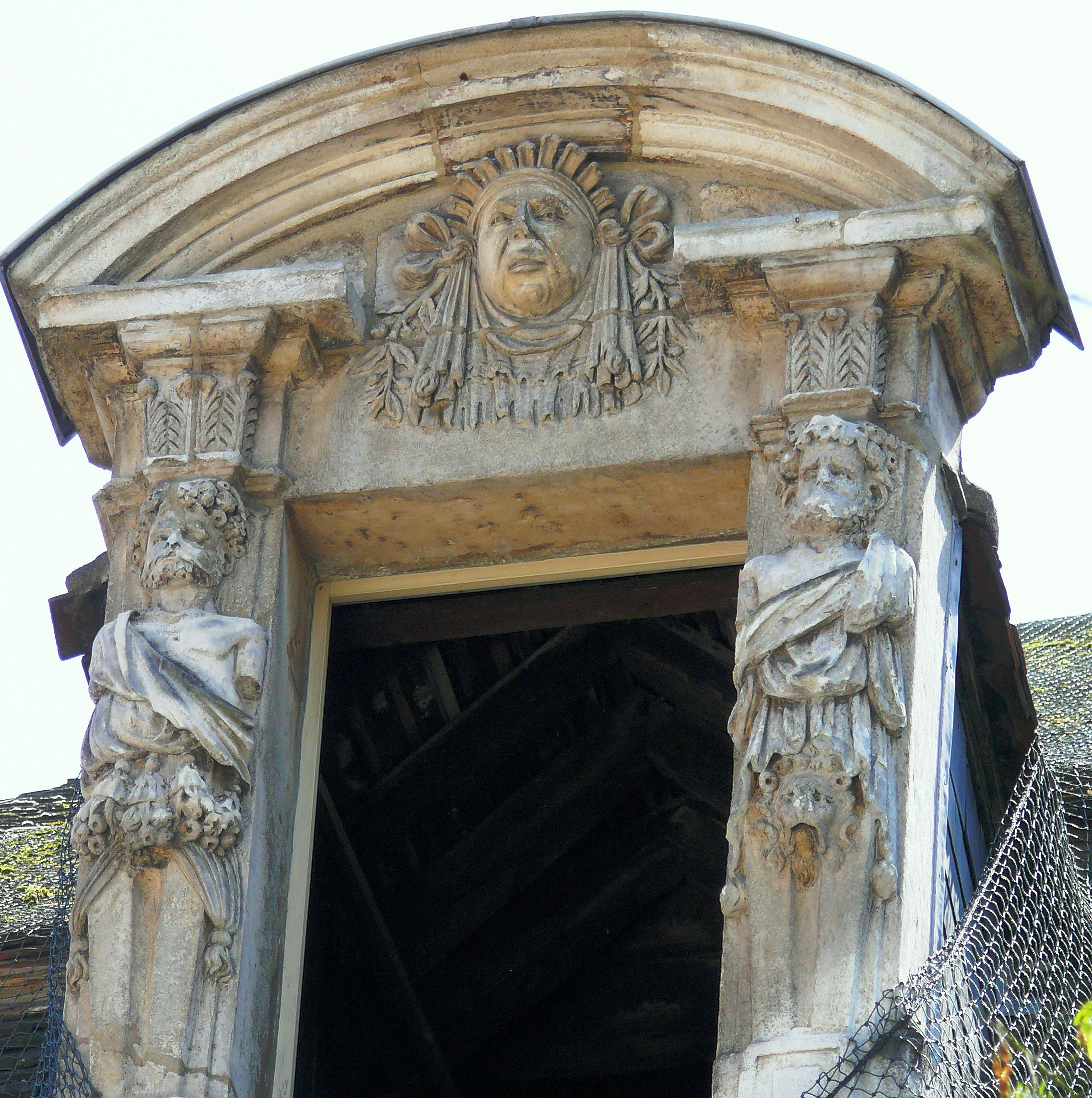
La lucarne.
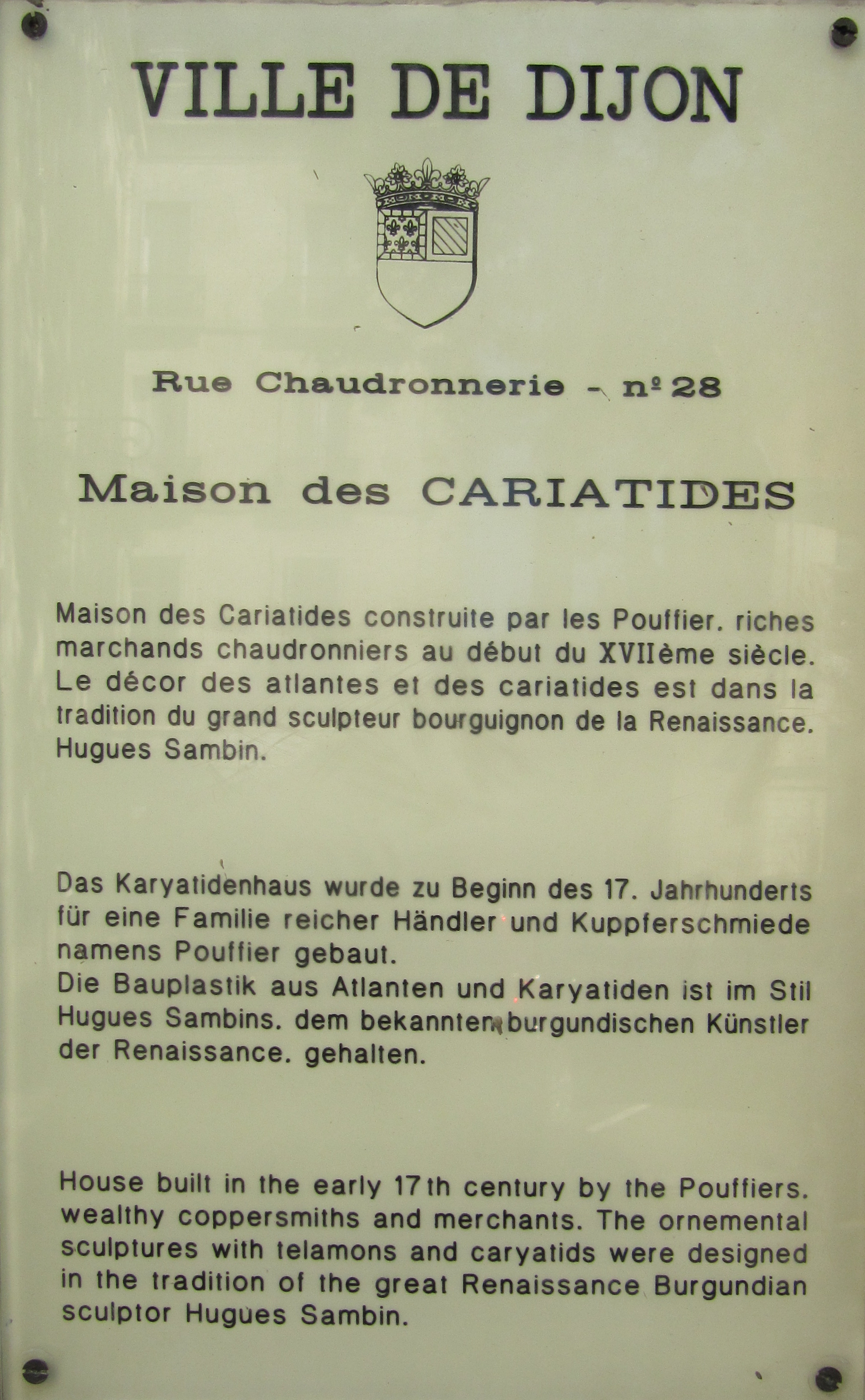
Plaque d'information trilingue (français, anglais, allemand).